# بلفيل (ميشيغان)
بلفيل (بالإنجليزية: Belleville, Michigan)‏ هي مدينة تقع في مقاطعة وين (ميشيغان) بولاية ميشيغان في شمال شرق الولايات المتحدة. تأسست عام 1905، تبلغ مساحة هذه المدينة 3.11 (كم²)، وترتفع عن سطح البحر 205 م، بلغ عدد سكانها 3991 نسمة في عام 2010 حسب إحصاء مكتب تعداد الولايات المتحدة وتصل الكثافة السكانية فيها 1351.7 نسمة/كم2.

## التركيبة السكانية
قام مكتب تعداد الولايات المتحدة بتحديد بيانات التركيبة السكانية لبلفيل في تعداد الولايات المتحدة. في ما يلي، التركيبة السكانية حسب تعدادي 2000 و2010.

### تعداد عام 2000
بلغ عدد سكان بلفيل 3,997 نسمة بحسب تعداد عام 2000، وبلغ عدد الأسر 1,842 أسرة وعدد العائلات 1,022 عائلة مقيمة في المدينة.
وتوزع التركيب العرقي للمدينة بنسبة 87.54% من البيض و 0.40% من الأمريكيين الأصليين و 1.18% من الأمريكيين ذوي الأصول الآسيوية و 7.88% من الأمريكيين الأفارقة و 2.05% من عرقين مختلطين أو أكثر.
بلغ عدد الأسر 1,842 أسرة كانت نسبة 26.0% منها لديها أطفال تحت سن الثامنة عشر تعيش معهم، وبلغت نسبة الأزواج القاطنين مع بعضهم البعض 42.8% من أصل المجموع الكلي للأسر، ونسبة 9.0% من الأسر كان لديها معيلات من الإناث دون وجود شريك، وكانت نسبة 44.5% من غير العائلات. تألفت نسبة 37.1% من أصل جميع الأسر من أفراد ونسبة 14.1% كانوا يعيش معهم شخص وحيد يبلغ من العمر 65 عاماً فما فوق. وبلغ متوسط حجم الأسرة المعيشية 2.87، أما متوسط حجم العائلات فبلغ 2.16.
بلغ العمر الوسطي للسكان 38 عاماً. وكانت نسبة 21.9% من القاطنين تحت سن الثامنة عشر، وكانت نسبة 6.8% بين الثامنة عشر والأربعة وعشرون عاماً، ونسبة 32.8% كانت واقعةً في الفئة العمرية ما بين الخامسة والعشرون حتى والأربعة وأربعون عاماً، ونسبة 23.2% كانت ما بين الخامسة والأربعون حتى الرابعة والستون، ونسبة 15.2% كانت ضمن فئة الخامسة والستون عاماً فما فوق. يوجد لكل 100 أنثى 91.1 ذكر، ويوجد لكل 100 أنثى في الثامنة عشر من عمرها فما فوق 89.2 ذكر.
بلغ متوسط دخل الأسرة في المدينة 44,196 دولار، أما متوسط دخل العائلة فبلغ 56,071 دولار. وكان متوسط دخل الذكور 47,759 دولار مقابل 30,145 دولار للإناث. وسجل دخل الفرد الخاص بالمدينة 25,927 دولار. وكانت نسبة 3.5% من العائلات ونسبة 6.0% من السكان تحت خط الفقر،

### تعداد عام 2010
بلغ عدد سكان بلفيل 3,991 نسمة بحسب تعداد عام 2010، وبلغ عدد الأسر 1,755 أسرة وعدد العائلات 1,005 عائلة مقيمة في المدينة. في حين سجلت الكثافة السكانية 3,500.9 نسمة لكل ميل مربع (1,351.7/كم2). وبلغ عدد الوحدات السكنية 1,965 وحدة بمتوسط كثافة قدره 1,723.7 لكل ميل مربع (665.5/كم2).
وتوزع التركيب العرقي للمدينة بنسبة 80.6% من البيض و 0.4% من الأمريكيين الأصليين و 0.8% من الأمريكيين ذوي الأصول الآسيوية و 14.1% من الأمريكيين الأفارقة و 3.2% من عرقين مختلطين أو أكثر.
بلغ عدد الأسر 1,755 أسرة كانت نسبة 28.2% منها لديها أطفال تحت سن الثامنة عشر تعيش معهم، وبلغت نسبة الأزواج القاطنين مع بعضهم البعض 37.8% من أصل المجموع الكلي للأسر، ونسبة 14.2% من الأسر كان لديها معيلات من الإناث دون وجود شريك، بينما كانت نسبة 5.2% من الأسر لديها معيلون من الذكور دون وجود شريكة وكانت نسبة 42.7% من غير العائلات. تألفت نسبة 36.2% من أصل جميع الأسر من أفراد ونسبة 15.9% كانوا يعيش معهم شخص وحيد يبلغ من العمر 65 عاماً فما فوق. وبلغ متوسط حجم الأسرة المعيشية 2.95، أما متوسط حجم العائلات فبلغ 2.26.
بلغ العمر الوسطي للسكان 40 عاماً. وكانت نسبة 21.9% من القاطنين تحت سن الثامنة عشر، وكانت نسبة 8.9% بين الثامنة عشر والأربعة وعشرون عاماً، ونسبة 26.4% كانت واقعةً في الفئة العمرية ما بين الخامسة والعشرون حتى والأربعة وأربعون عاماً، ونسبة 28.2% كانت ما بين الخامسة والأربعون حتى الرابعة والستون، ونسبة 14.6% كانت ضمن فئة الخامسة والستون عاماً فما فوق. وتوزع التركيب الجنسي للسكان بنسبة 46.7% ذكور و53.3% إناث.

## وصلات خارجية
- City of Belleville, Michigan
- The US50 - Cities and Towns in Michigan State